# John Bignall
John Bignall, född 17??, död 1794, var en brittisk-amerikansk skådespelare och teaterdirektör. 
Han var gift med Ann West Bignall och engagerad 1790 vid Old American Company och bildade därefter ett eget teatersällskap i samarbete med sin svärfar Thomas Wade West, vilket bröt Old American Companys teatermonopol i USA. 